# Koria
Koria är en tätort (finska: taajama) och stadsdel i Kouvola stad (kommun) i landskapet Kymmenedalen i Finland. Fram till 2009 låg Koria i Elimä kommun. Vid tätortsavgränsningen den 31 december 2021 hade Koria 3 848 invånare och omfattade en landareal av 7,91 kvadratkilometer.